# Саскилах (село)
Саскила́х (рос. Саскылах) — село, центр Анабарського улусу, Республіка Саха, Росія. Центр і єдине село Саскилахського наслегу.
Село розташоване на правому березі річки Анабар, біля невеликого озера Саскилах. Має пристань. Населення становить 2 317 осіб (2010; 1 985 в 2002, 1 856 в 1989). Тут міститься сільськогосподарське підприємство «Анабарський», господарські центри «Буолкалах» та «Уджа» (оленярство, рибальство, звірівництво). Є Будинок культури, народний театр, середня, початкова та музична школи, лікарня.

## Клімат
Село знаходиться у зоні, котра характеризується континентальним субарктичним кліматом. Найтепліший місяць — липень із середньою температурою 11.7 °C (53.1 °F). Найхолодніший місяць — січень, із середньою температурою -34.9 °С (-30.8 °F).
| Клімат Саскилаха        | Клімат Саскилаха | Клімат Саскилаха | Клімат Саскилаха | Клімат Саскилаха | Клімат Саскилаха | Клімат Саскилаха | Клімат Саскилаха | Клімат Саскилаха | Клімат Саскилаха | Клімат Саскилаха | Клімат Саскилаха | Клімат Саскилаха | Клімат Саскилаха |
| Показник                | Січ.             | Лют.             | Бер.             | Квіт.            | Трав.            | Черв.            | Лип.             | Серп.            | Вер.             | Жовт.            | Лист.            | Груд.            | Рік              |
| Середня температура, °C | −34,9            | −33,7            | −28,6            | −18,8            | −7,2             | 5,5              | 11,7             | 8,3              | 1                | −12,9            | −27,8            | −30,8            | −14              |
| Норма опадів, мм        | 10               | 8                | 8.8              | 9.9              | 14.8             | 22.7             | 30.1             | 31               | 20.5             | 18.9             | 13.2             | 10.8             | 198.6            |
| ----------------------- | ---------------- | ---------------- | ---------------- | ---------------- | ---------------- | ---------------- | ---------------- | ---------------- | ---------------- | ---------------- | ---------------- | ---------------- | ---------------- |
| Джерело: Weatherbase    |                  |                  |                  |                  |                  |                  |                  |                  |                  |                  |                  |                  |                  |